# Clifton Rocks Railway

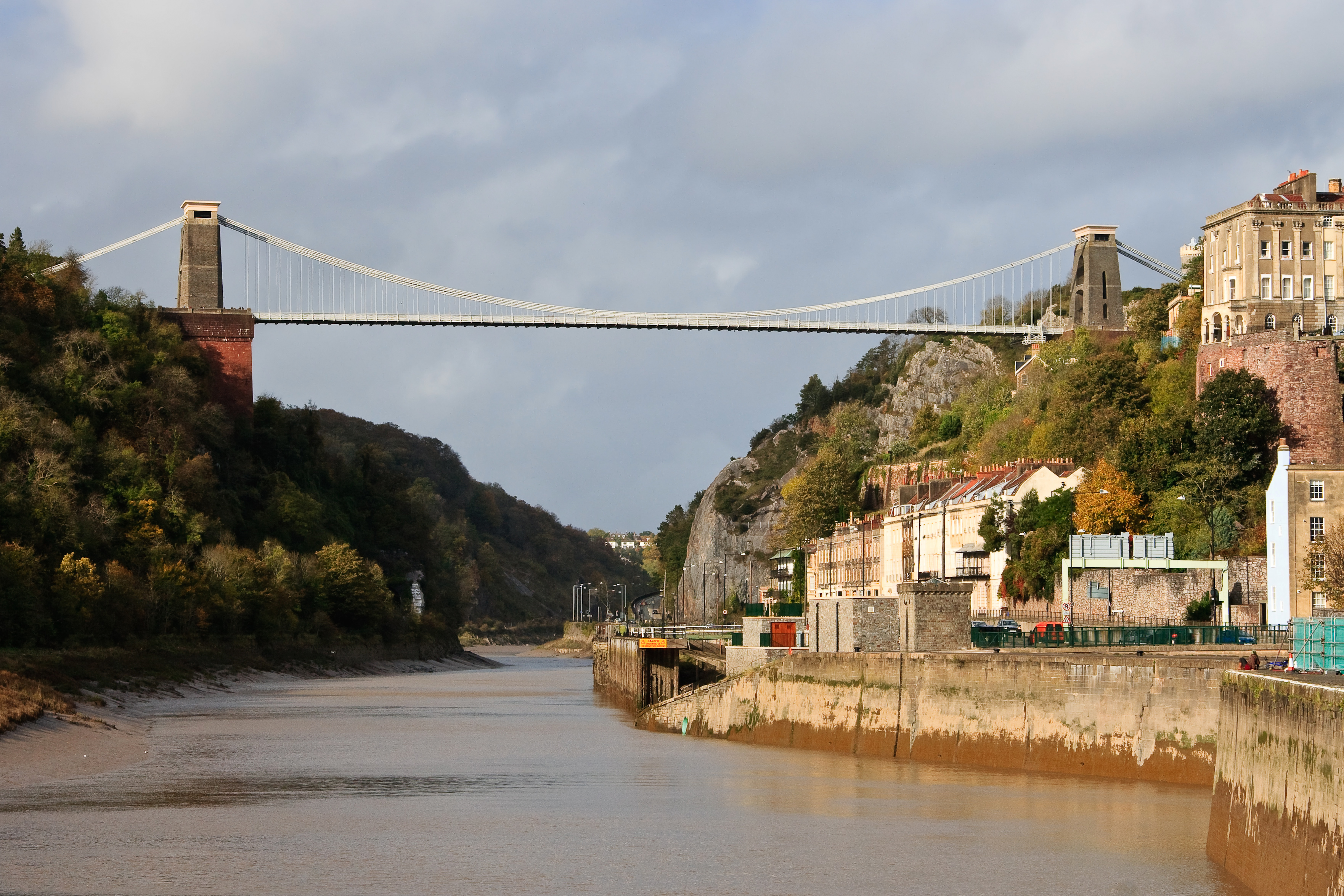
Der Avon und die Clifton Suspension Bridge, rechts die Hotwell Road und der höher gelegene Vorort Clifton

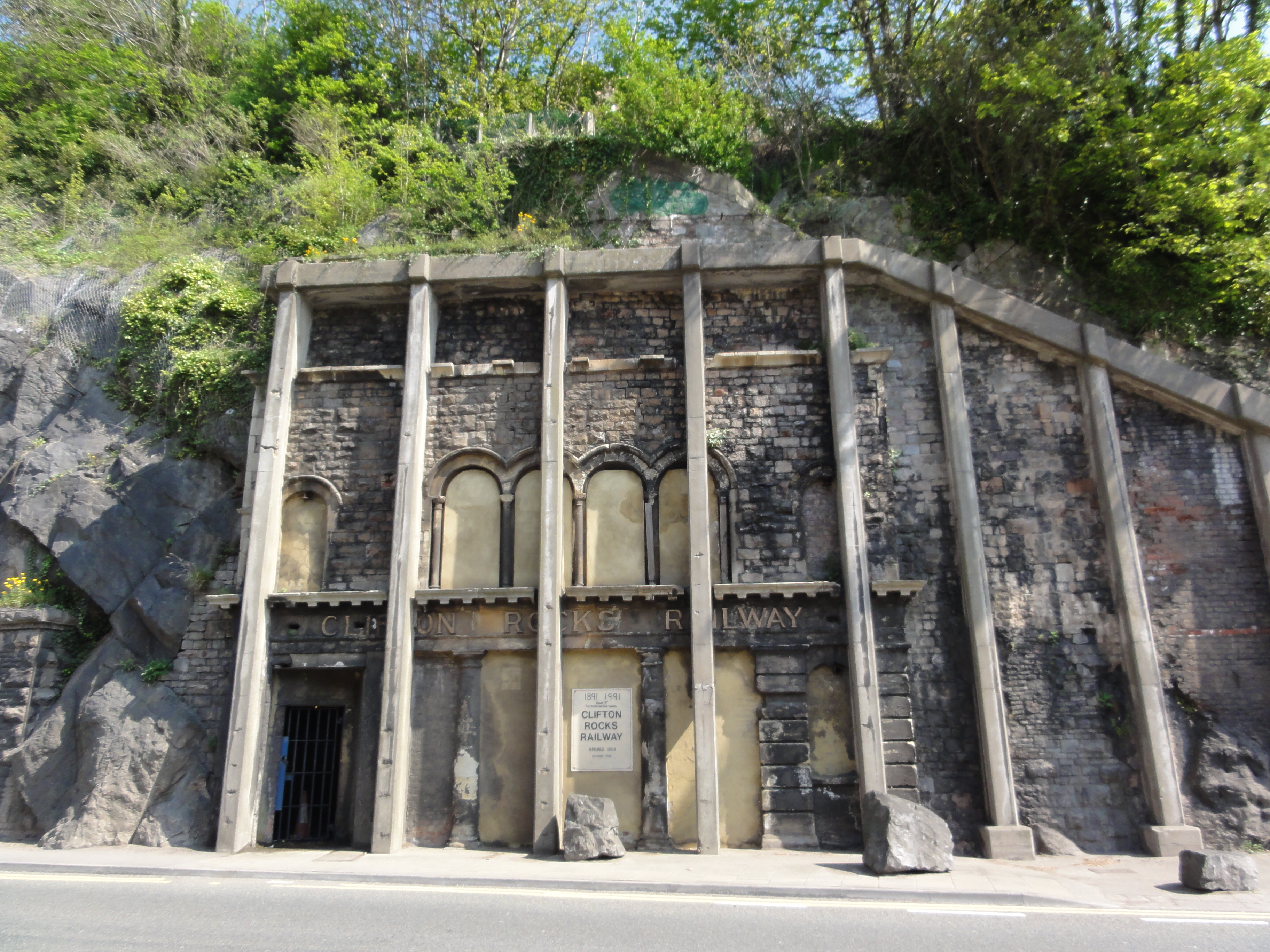
Ehemalige Talstation an der Hotwell Road

Die Clifton Rocks Railway war eine zwischen 1893 und 1934 betriebene Standseilbahn im zentrumsnahen Vorort Clifton der Stadt Bristol in Großbritannien.

## Geschichte und Beschreibung

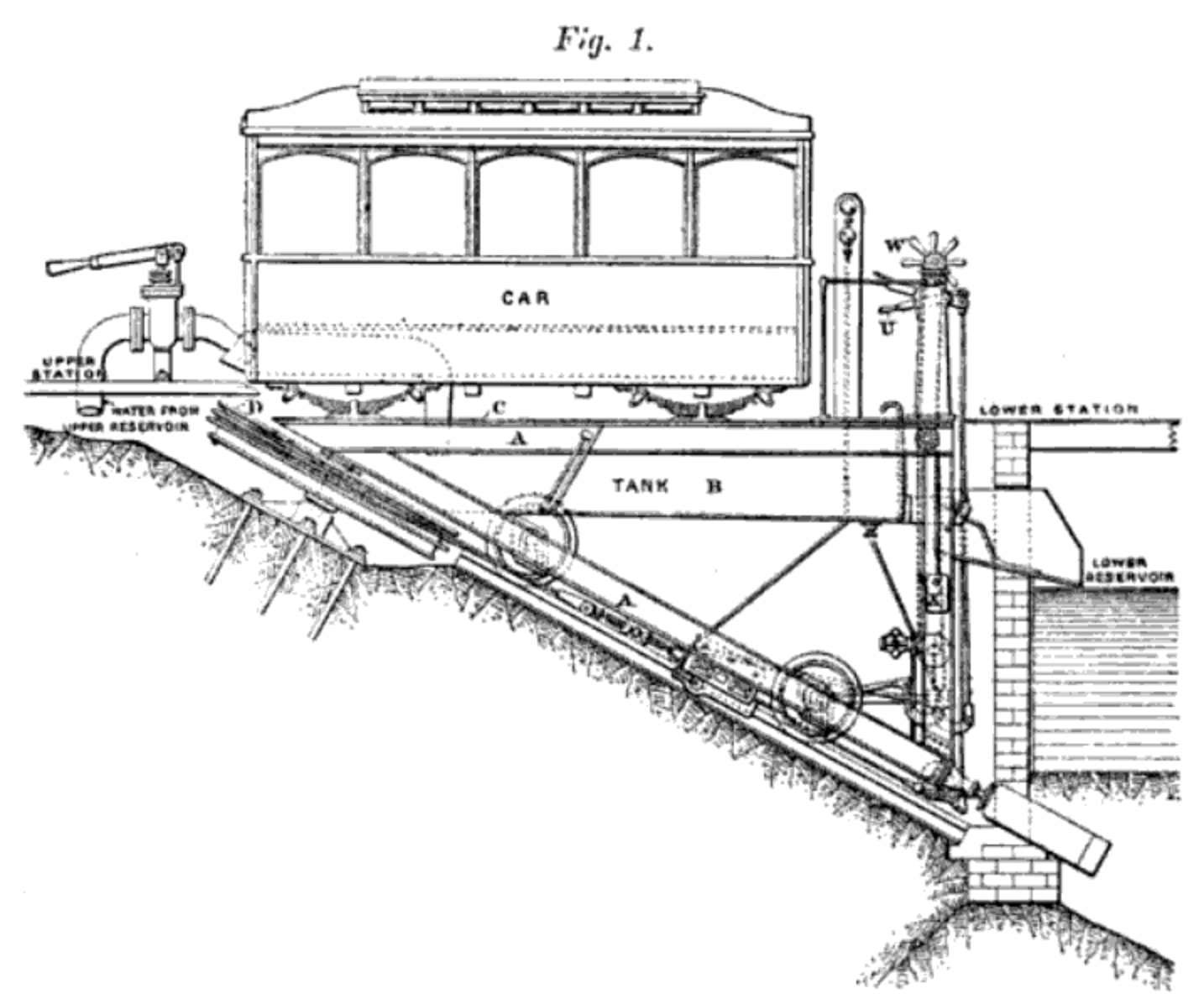
Fahrzeug der Clifton Rocks Railway

Die Bahn führte von der Portway Road (heute: Hotwell Road) im Tal des Avon unweit der Hängebrücke Clifton Suspension Bridge hinauf zur Straße Sion Hill in Clifton. Die Talstation lag nahe einer Anlegestelle von Passagierschiffen und einer Fähre, einer Endhaltestelle der Straßenbahn Bristol und dem Endbahnhof Hotwells der Bristol Port Railway and Pier Company (BPRP). Aus Gründen des Landschaftsschutzes wurde die Trasse der Clifton Rocks Railway, wie jene der West Hill Cliff Railway in Hastings, in einem Tunnel angelegt.
Initiiert und mitfinanziert wurde die Bahn von George Newnes, der bereits Eigentümer der Standseilbahn Lynton and Lynmouth Cliff Railway war; Ingenieur war George Croydon Marks. Im März 1891 wurde mit dem Bau begonnen. Maschinell und von Hand wurde ein 152 m langer, halbelliptischer Tunnel in den Kalkstein der Klippe gebohrt und mit Ziegelsteinen ausgemauert. Dessen Firsthöhe betrug 5,48 m, die Breite der Sohle 8,38 m; zur Zeit seines Baus war dies der weltweit breiteste Tunnel seiner Art. Die zweispurige Strecke überwand mit einer Steigung von 45 % einen Höhenunterschied von 73 m, die Spurweite der parallel angelegten Gleise betrug 914 mm.
Die Talstation wurde in den Hang hineingebaut, ihre Fassade bündig mit der Felswand angelegt. Als Bergstation wurde ein eingeschossiges Gebäude mit dreieckigem Grundriss zwischen den Straßen Princes Lane und Sion Hill errichtet.
Am 11. März 1893 wurde die Bahn eröffnet. Sie verfügte über vier Fahrzeuge, von denen jeweils zwei zusammengekuppelt auf einem der beiden Gleise liefen. Als Wasserballastbahn benötigte sie keinen mechanischen Antrieb: Tanks unter den an der Bergstation stehenden Wagen wurden mit Wasser gefüllt, und jene zogen bei der Talfahrt durch ihr Gewicht die Wagen auf dem anderen Gleis nach oben. In der Talstation wurden die Tanks wieder geleert, und das Wasser mithilfe eines Ottomotors wieder zur Bergstation gepumpt. Ein Bremser auf der talseitigen Plattform der Wagen betätigte die auf die Schienen wirkenden hydraulischen Bremsen, zwei weitere Bremssysteme  – davon ein automatisch wirkendes – dienten der Geschwindigkeitsregelung und der Sicherheit.
In den ersten zwölf Monaten ihrer Existenz beförderte die Clifton Rocks Railway 427.492 Fahrgäste, danach nahm deren Zahl kontinuierlich ab. 1912 ging die Bahn für 1500 Pfund Sterling von der Clifton Rocks Railway Co Ltd in den Besitz der  Bristol Tramway and Carriage Co über. In der Woche vor dem 5. Juli 1913 nutzten anlässlich der „Royal Show“ 14.500 Personen die Bahn. Im Jahr 1922 wurde die Portway Road verbreitert, was fortan den Zugang zur Standseilbahn erschwerte. Zugleich wurde der Bahnhof Hotwells der BPRP abgerissen.
Am 1. Oktober 1934 wurde der Betrieb der defizitären Bahn aus finanziellen Gründen eingestellt.

## Nachnutzung

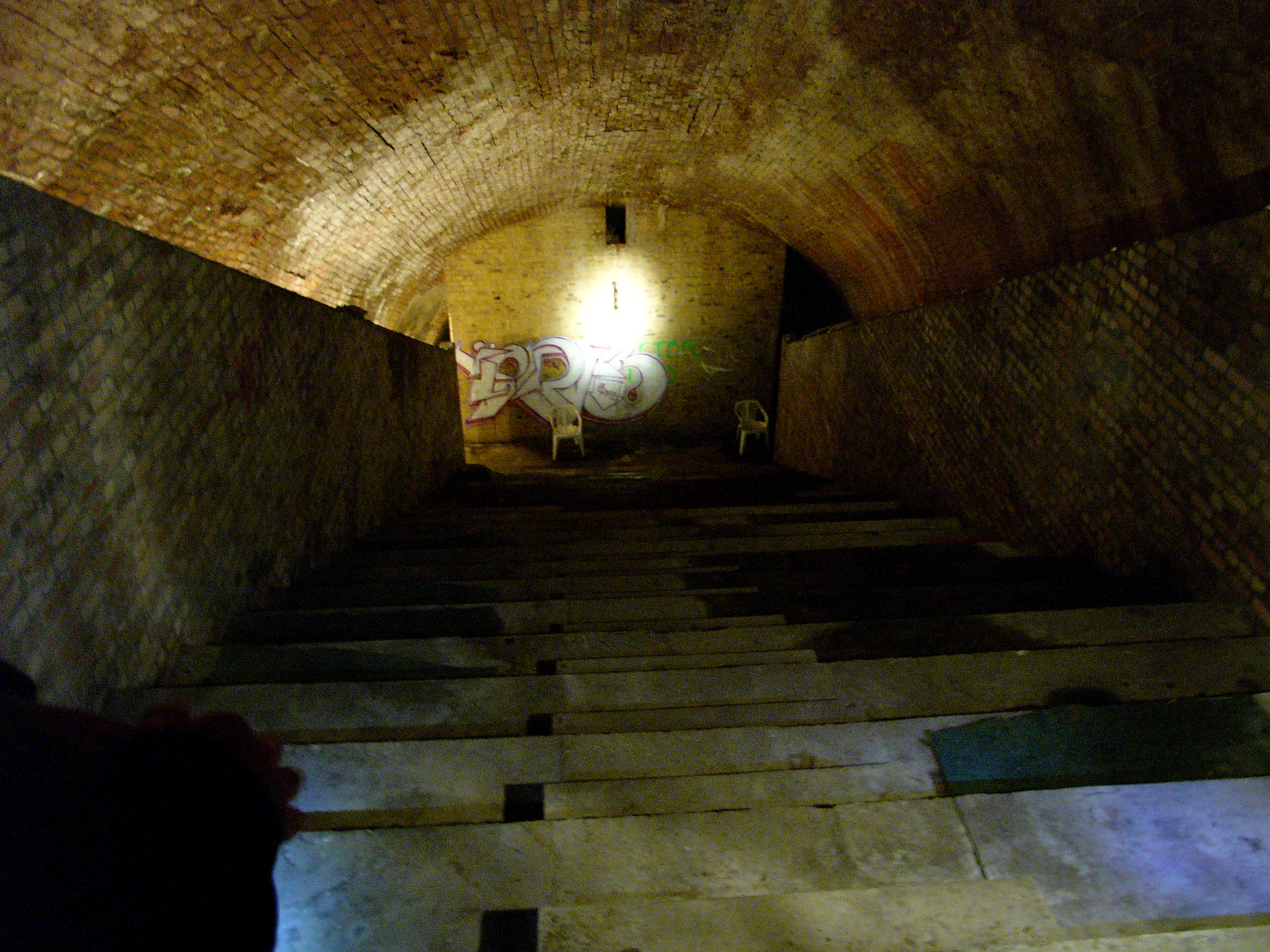
Im Zweiten Weltkrieg mit Stufen zum Luftschutzbunker ausgebauter Tunnel

Während des Zweiten Weltkriegs wurden die stillgelegten Anlagen der Bahn von der Rundfunkanstalt BBC als geheime Sendebasis verwendet. Die Nutzung durch die BBC dauerte bis März 1960.